# Landwind CV7

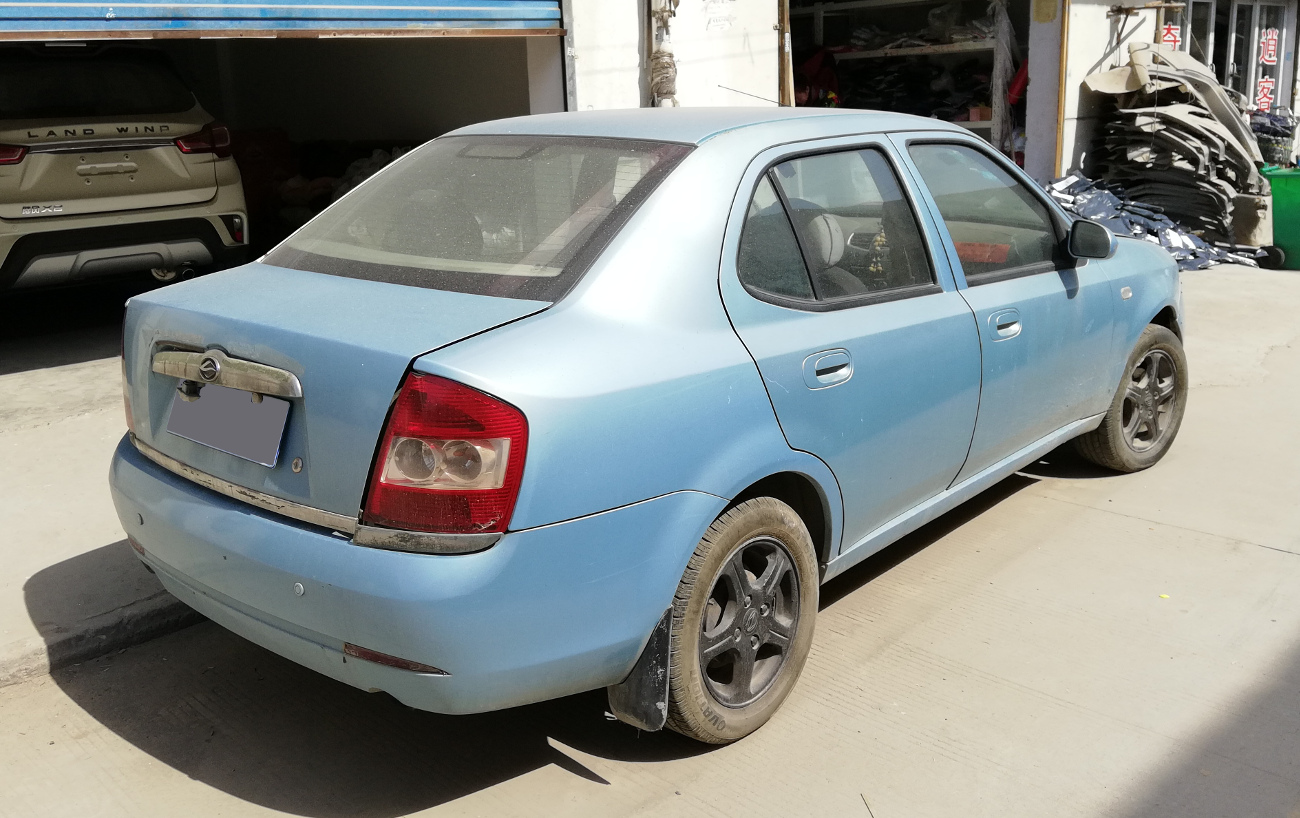
Вид сзади

Landwind CV7 или Landwind Forward — субкомпактный автомобиль, производившийся в 2007—2011 годах китайской компанией Landwind.

## Описание
Landwind CV7 дебютировал в октябре 2007 года. Дизайн разработала китайская компания Changan.
При разработке автомобиля этой модели компания Landwind опиралась на Ford Fiesta 4 поколения. В 2008 году на Пекинском автосалоне был представлен спортивный автомобиль Landwind CV7 Sport.

## Технические характеристики
Landwind CV7 оснащался четырёхцилиндровыми двигателями объёмом 1,3—1,5 литра, мощностью 70 кВт (95 л. с.) и крутящим моментом 137 Н⋅м, который сочетался в паре с пятиступенчатой механической трансмиссией.